# Varg i veum
|  | For detektiven i Gunnar Staalesens romaner, se Varg Veum (fiktiv person) |
Varg i veum eller varg veum (oldnordisk: vargr í véum) er et norrønt udtryk, som direkte oversat betyder ulv i helligdommene eller ulv i templerne, og som blev brugt om personer som blev gjort fredløse efter at have begået en forbrydelse på et helligt sted.